# James Knight
Pour les articles homonymes, voir Knight.
Ne doit pas être confondu avec John Knight.
James Knight, né v. 1649 et mort v. 1722, est un explorateur anglais qui fut directeur de la Compagnie de la Baie d'Hudson.

## Biographie
Charpentier à Deptford, il entre dans la Compagnie de la Baie d'Hudson en 1676 et en devient un des membres les plus importants. Gouverneur d'Albany (1700), il fonde le Fort Prince-de-Galles sur la Churchill. 
En 1713, il relance les activités commerciales britanniques après le traité d'Utrecht puis, organise en 1719, une expédition de deux navires, l'Albany et le Discovery dans le but de découvrir le Passage du Nord-Ouest.
Il part ainsi de Londres, passe le cap Farewell et entre dans le détroit de Lancaster. Il hiverne deux années sur l'île Marble (1720-1722) pour y réparer ses navires et y meurt vraisemblablement de faim avec tout son équipage.
Les restes des navires ne sont retrouvés qu'en 1759 par Samuel Hearne.